# 7361 Endres
7361 Endres eller 1996 DN1 är en asteroid i huvudbältet som upptäcktes den 16 februari 1996 av NEAT vid Haleakalā-observatoriet. Den är uppkallad efter Michael Hart Endres.
Asteroiden har en diameter på ungefär 5 kilometer.